# SIGPWR
В некоторых Unix-системах, SIGPWR — сигнал, посылается процессам при аварии сетевого питания.
SIGPWR — целочисленная константа, определенная в заголовочном файле signal.h. Символьные имена сигналов используются вместо номеров, так как в разных реализациях номера сигналов могут различаться.
Сигнал SIGINFO в Linux является синонимом SIGPWR.

## Этимология
SIG — общий префикс сигналов (от англ. signal), PWR — сокращение англ. power — питание, INFO — сокращение англ. information — информация.

## Использование
SIGPWR посылается процессам при ожидании аварии сетевого питания. Например, при снижении заряда батареи переносного компьютера или когда авария питания вынуждает сервер переключиться на источник бесперебойного питания. Ожидается что программа, получившая этот сигнал, синхронизирует данные с энергонезависимым устройством хранения, чтобы внезапное отключение системы не привело к потере данных.
На некоторых операционных системах, Boehm garbage collector использует SIGPWR и SIGXCPU для синхронизации кросс-процессного сбора мусора.